# 新亞歷山德里夫卡 (舊比利斯克區)
49°8′1″N 39°16′44″E / 49.13361°N 39.27889°E
新亞歷山德里夫卡（烏克蘭語：Новоолександрівка）是位於烏克蘭東部的村莊，由盧甘斯克州舊比利斯克區的比洛沃茨克市鎮負責管轄。該村始建於1823年，面積4.05平方公里，海拔高度83米，2001年人口1,128，人口密度每平方公里278.5人。